# Siphoneugenia occidentalis
Espèce
Classification phylogénétique
Statut de conservation UICN

 VU B1+2ac : Vulnérable
Siphoneugena occidentalis est une espèce de plantes à fleurs de la famille des Myrtaceae. C'est un arbre trouvé au nord-ouest de l'Argentine, en Bolivie, au centre-ouest du Brésil et au Paraguay.